# Schöffengrund
Schöffengrund ist eine Gemeinde im Lahn-Dill-Kreis in Hessen. Der Verwaltungssitz befindet sich im größten und zentral gelegenen Ortsteil Schwalbach.

## Geografie

### Geografische Lage
Schöffengrund liegt nur wenige Kilometer südlich von Wetzlar und östlich von Braunfels im Naturpark Taunus.

### Nachbargemeinden und -kreise
Schöffengrund grenzt im Norden an die Städte Solms und Wetzlar, im Osten an die Gemeinde Hüttenberg (alle drei im Lahn-Dill-Kreis), im Südosten an die Gemeinde Langgöns (Landkreis Gießen), im Süden an die Gemeinde Waldsolms sowie im Westen an die Stadt Braunfels (beide Lahn-Dill-Kreis).

### Gliederung
Die Gemeinde besteht aus sechs ehemals eigenständigen Gemeinden als Ortsteilen, für die je ein Ortsbezirk mit Ortsbeirat und Ortsvorsteher nach der Hessischen Gemeindeordnung gebildet wurde.
| Ortsteil       | Fläche    | Ew. 1950 | Ew. 1987 | Ew. 2021 |
| -------------- | --------- | -------- | -------- | -------- |
| Laufdorf       | 7,08 km²  | 987      | 1455     | 1605     |
| Niederquembach | 3,44 km²  | 489      | 670      | 761      |
| Niederwetz     | 6,50 km²  | 724      | 945      | 1065     |
| Oberquembach   | 5,76 km²  | 511      | 652      | 606      |
| Oberwetz       | 5,44 km²  | 477      | 573      | 444      |
| Schwalbach     | 5,90 km²  | 1115     | 1437     | 1896     |
| Zusammen       | 34,12 km² | 4303     | 5732     | 6577     |

## Geschichte

### Gemeindebildung
Im Zuge der Gebietsreform in Hessen fusionierten die Gemeinden Laufdorf, Niederquembach, Niederwetz, Oberquembach, Oberwetz und Schwalbach zum 31. Dezember 1971 freiwillig zu einer neuen Gemeinde mit dem historischen Namen Schöffengrund.
Der Name Schöffengrund rührt von einem alten Gerichtsbezirk her, dem sogenannten „Quembacher Gericht“, das seine „Malstatt“ auf dem „Stein“ bei Oberquembach hatte. Hier trafen sich die „Schöffen“ aus angesehenen Familien der zum Landgericht gehörenden Dörfer zu den Tagungen des Landgerichts. Für die Ortsteile wurde per Hauptsatzung je ein Ortsbezirk errichtet.

### Bevölkerung

#### Einwohnerentwicklung
| Schöffengrund: Einwohnerzahlen von 1973 bis 2020                    | Schöffengrund: Einwohnerzahlen von 1973 bis 2020 | Schöffengrund: Einwohnerzahlen von 1973 bis 2020 | Schöffengrund: Einwohnerzahlen von 1973 bis 2020 | Schöffengrund: Einwohnerzahlen von 1973 bis 2020 |
| ------------------------------------------------------------------- | ------------------------------------------------ | ------------------------------------------------ | ------------------------------------------------ | ------------------------------------------------ |
| Jahr                                                                |                                                  |                                                  |                                                  | Einwohner                                        |
| 1973                                                                | 1973                                             |                                                  | 5.402                                            | 5.402                                            |
| 1975                                                                | 1975                                             |                                                  | 5.358                                            | 5.358                                            |
| 1980                                                                | 1980                                             |                                                  | 5.476                                            | 5.476                                            |
| 1985                                                                | 1985                                             |                                                  | 5.670                                            | 5.670                                            |
| 1990                                                                | 1990                                             |                                                  | 6.020                                            | 6.020                                            |
| 1995                                                                | 1995                                             |                                                  | 6.328                                            | 6.328                                            |
| 2000                                                                | 2000                                             |                                                  | 6.469                                            | 6.469                                            |
| 2005                                                                | 2005                                             |                                                  | 6.475                                            | 6.475                                            |
| 2010                                                                | 2010                                             |                                                  | 6.250                                            | 6.250                                            |
| 2011                                                                | 2011                                             |                                                  | 6.376                                            | 6.376                                            |
| 2015                                                                | 2015                                             |                                                  | 6.415                                            | 6.415                                            |
| 2020                                                                | 2020                                             |                                                  | 6.474                                            | 6.474                                            |
| Quelle(n): Hessisches Statistisches Informationssystem; Zensus 2011 |                                                  |                                                  |                                                  |                                                  |

#### Einwohnerstruktur 2011
Nach den Erhebungen des Zensus 2011 lebten am Stichtag dem 9. Mai 2011 in Schöffengrund 6376 Einwohner. Nach dem Lebensalter waren 1074 Einwohner unter 18 Jahren, 2655 zwischen 18 und 49, 1452 zwischen 50 und 64 und 1197 Einwohner waren älter. Unter den Einwohnern waren 189 (3,0 %) Ausländer, von denen 110 aus dem EU-Ausland, 50 aus anderen europäischen Ländern und 30 aus anderen Staaten kamen. Die Einwohner lebten in 2825 Haushalten. Davon waren 606 Singlehaushalte, 801 Paare ohne Kinder und 954 Paare mit Kindern sowie 225 Alleinerziehende und 39 Wohngemeinschaften. In 489 Haushalten lebten ausschließlich Senioren und in 1752 Haushaltungen leben keine Senioren.

#### Religionszugehörigkeit
| • 1987: | 4197 evangelische (= 73,2 %), 1166 katholische (= 20,3 %), 253 sonstige (= 4,4 %) Einwohner   |
| • 2011: | 3922 evangelische (= 61,5 %), 1183 katholische (= 18,6 %), 1271 sonstige (= 19,9 %) Einwohner |

## Politik

### Gemeindevertretung
Die Kommunalwahl am 14. März 2021 lieferte folgendes Ergebnis, in Vergleich gesetzt zu früheren Kommunalwahlen:
| Sitzverteilung in der Gemeindevertretung 2021Insgesamt 27 Sitze - SPD: 5 - Grüne: 5 - FWG: 11 - CDU: 6 | Parteien und Wählergemeinschaften | Parteien und Wählergemeinschaften            | 2021  | 2021  | 2016  | 2016  | 2011  | 2011  | 2006  | 2006  | 2001  | 2001  |
| Sitzverteilung in der Gemeindevertretung 2021Insgesamt 27 Sitze - SPD: 5 - Grüne: 5 - FWG: 11 - CDU: 6 | Parteien und Wählergemeinschaften | Parteien und Wählergemeinschaften            | %     | Sitze | %     | Sitze | %     | Sitze | %     | Sitze | %     | Sitze |
| Sitzverteilung in der Gemeindevertretung 2021Insgesamt 27 Sitze - SPD: 5 - Grüne: 5 - FWG: 11 - CDU: 6 | FWG                               | Freie Wählergemeinschaft Schöffengrund       | 40,4  | 11    | 32,2  | 10    | 35,2  | 11    | 31,6  | 10    | 25,2  | 8     |
| Sitzverteilung in der Gemeindevertretung 2021Insgesamt 27 Sitze - SPD: 5 - Grüne: 5 - FWG: 11 - CDU: 6 | CDU                               | Christlich Demokratische Union Deutschlands  | 20,9  | 6     | 21,3  | 6     | 16,5  | 5     | 24,4  | 7     | 20,3  | 6     |
| Sitzverteilung in der Gemeindevertretung 2021Insgesamt 27 Sitze - SPD: 5 - Grüne: 5 - FWG: 11 - CDU: 6 | SPD                               | Sozialdemokratische Partei Deutschlands      | 20,5  | 5     | 22,5  | 7     | 26,2  | 8     | 28,1  | 9     | 35,2  | 11    |
| Sitzverteilung in der Gemeindevertretung 2021Insgesamt 27 Sitze - SPD: 5 - Grüne: 5 - FWG: 11 - CDU: 6 | Grüne                             | Bündnis 90/Die Grünen                        | 18,2  | 5     | 11,9  | 4     | 14,9  | 5     | 7,3   | 2     | 8,2   | 3     |
| Sitzverteilung in der Gemeindevertretung 2021Insgesamt 27 Sitze - SPD: 5 - Grüne: 5 - FWG: 11 - CDU: 6 | UWG                               | Unabhängige Wählergemeinschaft Schöffengrund | –     | –     | 12,1  | 4     | 7,2   | 2     | 8,6   | 3     | 11,1  | 3     |
| Sitzverteilung in der Gemeindevertretung 2021Insgesamt 27 Sitze - SPD: 5 - Grüne: 5 - FWG: 11 - CDU: 6 | Gesamt                            | Gesamt                                       | 100,0 | 27    | 100,0 | 31    | 100,0 | 31    | 100,0 | 31    | 100,0 | 31    |
| Sitzverteilung in der Gemeindevertretung 2021Insgesamt 27 Sitze - SPD: 5 - Grüne: 5 - FWG: 11 - CDU: 6 | Wahlbeteiligung in %              | Wahlbeteiligung in %                         | 54,8  | 54,8  | 52,2  | 52,2  | 49,8  | 49,8  | 47,9  | 47,9  | 55,4  | 55,4  |

### Bürgermeister
Nach der hessischen Kommunalverfassung wird der Bürgermeister für eine sechsjährige Amtszeit gewählt, seit dem Jahr 1993 in einer Direktwahl, und ist Vorsitzender des Gemeindevorstands, dem in der Gemeinde Schöffengrund neben dem Bürgermeister ehrenamtlich ein Erster Beigeordneter und sieben weitere Beigeordnete angehören. Bürgermeister ist seit dem 1. März 2017 der parteiunabhängige Michael Peller. Der Amtsvorgänger Hans-Peter Stock wechselte in seiner zweiten Amtszeit am 31. Dezember 2016 als hauptamtlicher Kreisbeigeordneter zum Landkreis Gießen. Danach leitete der Erste Beigeordnete Ulrich Patzwaldt (FWG) die Gemeindeverwaltung kommissarisch und die Wahl des neuen Bürgermeisters musste vorgezogen werden. Michael Peller erhielt am 29. Januar 2017 im ersten Wahlgang bei 56,8 Prozent Wahlbeteiligung 58,6 Prozent der Stimmen. Es folgte eine Wiederwahl ohne Gegenkandidaten im September 2022.
Amtszeiten der Bürgermeister
- 2017–2029 Michael Peller[15]
- 2008–2016 Hans-Peter Stock[16]
- 2002–2008 Norbert Schmitt (SPD)
- 1984–2002 Stefan Rech (SPD)

### Ortsbeiräte
Für alle eingegliederten ehemaligen Gemeinden wurde je ein Ortsbezirke mit Ortsbeirat und Ortsvorsteher, nach Maßgabe der §§ 81 und 82 HGO und des Kommunalwahlgesetzes in der jeweils gültigen Fassung gebildet.
Die Ortsbezirke sind durch das Gebiet der ehemaligen Gemeinden abgegrenzt und bestehen je nach Ortsbezirksgröße aus drei bis fünf Mitgliedern.
Die Wahl der Ortsbeiräte erfolgt im Rahmen der Kommunalwahlen. Der Ortsbeirat wählt eines seiner Mitglieder zum Ortsvorsteher bzw. zur Ortsvorsteherin.

### Partnerschaften
Die Gemeinde Schöffengrund unterhält partnerschaftliche Beziehungen zu
- Chauray im Département Deux-Sèvres, Frankreich (seit 1990)
- Langewiesen in Thüringen (seit 1992)

## Verkehr
Über Buslinien der Verkehrsgesellschaft Lahn-Dill-Weil ist Schöffengrund an den Bahnverkehr in Wetzlar (Dillstrecke Richtung Siegen und Fulda) und in Brandoberndorf (Bahnstrecke Friedrichsdorf–Albshausen Richtung Frankfurt/Main) angeschlossen.